# Баласт (колійне господарство)

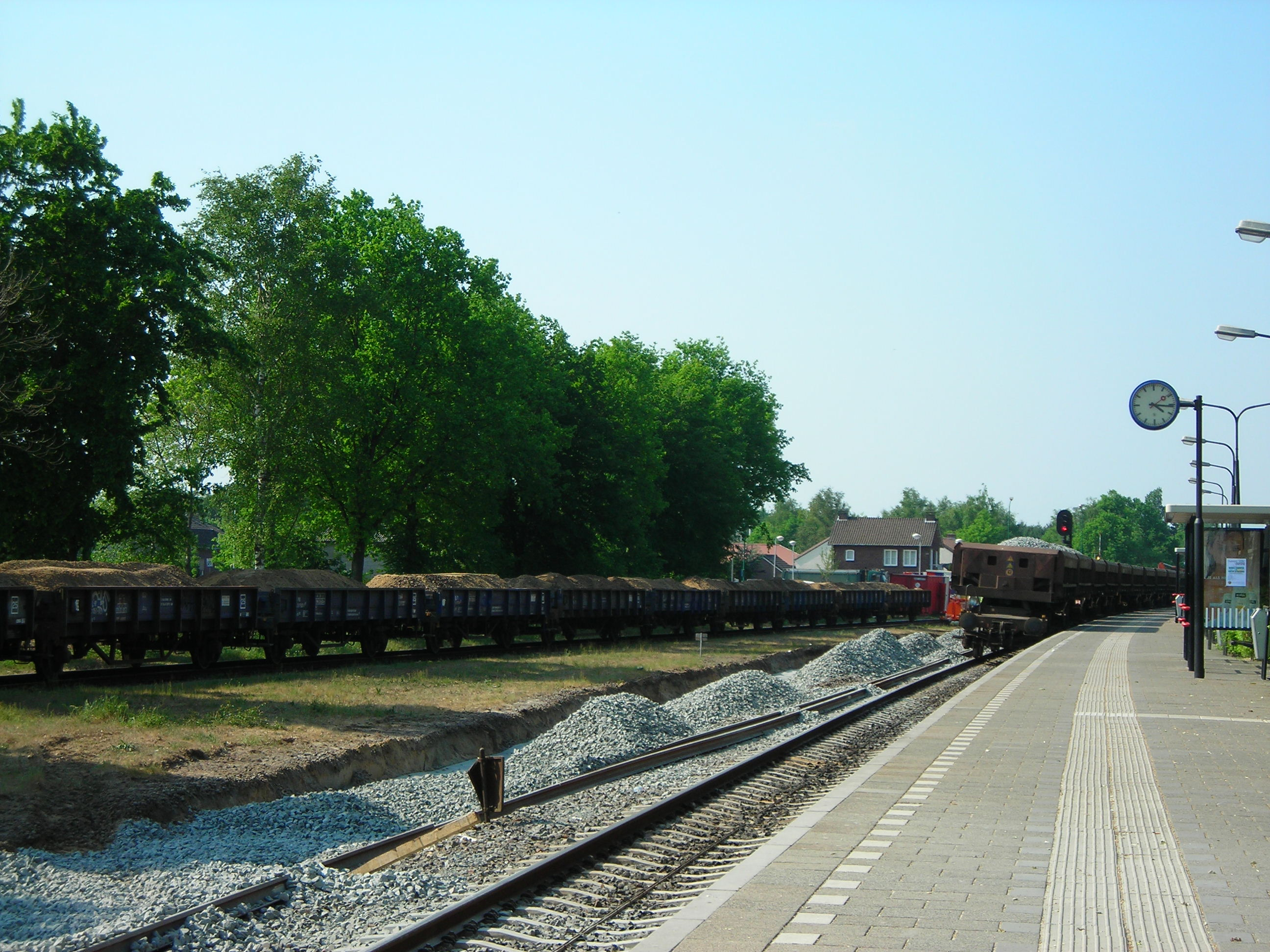
Відсипання нового баластного шару

Баласт (нід. ballast) — мінеральний сипкий матеріал для верхньої частини будови залізничної колії (баластної призми) в залізничному колійному господарстві.

## Загальний опис
Баласт заповнює простір між нижньою постіллю шпал або інших рейкових опор і основним майданчиком земляного полотна, а також за торцями шпал, у шпальних ящиках. На залізничних коліях загального користування з ґрунтовим земляним полотном (понад 99 % протягу колії) верхню будову колії з баластним шаром є єдиною конструкцією, що застосовується як з технічних, так і з економічних показників. Баласт — один з найважливіших елементів верхньої будови залізничної колії. Він забезпечує вертикальну та горизонтальну стійкість колії під впливом поїзних навантажень та змін температур. Від конструкції та якості баластного шару залежать загальний стан залізничної колії, рівень допустимих швидкостей руху поїздів, терміни служби всіх елементів верхньої будови колії (рейок, скріплень, шпал), витрати на поточне утримання колії і вся система її ремонтів.

## Вимоги
Баластний шар повинен:
- сприймати тиск від шпал (брусів на стрілочних переводах) та розподіляти його практично рівномірно на якомога більшу площу земляного полотна
- забезпечувати стабільне проектне положення рейкошпальної решітки в процесі експлуатації
- забезпечувати можливість виправки колії в профілі та плані за рахунок баластного шару (підбиттям, рихтуванням) для компенсації неминучих залишкових деформацій
- швидко відводити воду з баластної призми і з основного майданчика земляного полотна, перешкоджати перезволоженню та пересиханню верхнього шару ґрунту земляного полотна, втрати ним тримкості (навесні) та здуттю (взимку)
- брати участь у формуванні оптимальної пружності підрейкової основи, особливо при залізобетонних шпалах
- мати низьку електропровідність, що забезпечує нормальну роботу рейкових ланцюгів автоблокування незалежно від погодних умов

## Баластні матеріали
До баластових матеріалів ставляться різні, часом суперечливі вимоги:
- бути твердим та міцним (зносостійкість) та одночасно пружним (амортизаційна здатність)
- бути достатньо крупним (стабільність положення рейкошпальної решітки) та одночасно дрібним (рівна опорна поверхня під шпалами)
- мати зерна форми, близької до кубічної (поліпшується зносостійкість зерен та розподільна здатність призми, але одночасно знижується її загальна тримкість: призма «розповзається» під навантаженням)
- містити зерна витягнутої форми (лещадної або голчастої), що прошивають і розклинюють баластний шар (підвищується стійкість призми), але одночасно мають підвищену ламкість під навантаженням (ростуть осадки)

До баластових матеріалів належать:
- щебінь, одержуваний при дробленні гірських порід
- відходи азбестового виробництва, що являють собою дрібні фракції роздроблених порід з невеликим вмістом вільних волокон несортових хризотил-азбесту
- галечно-гравійно-піщана суміш, що утворюється в результаті природного руйнування гірських порід
- крупно- або середньозернистий пісок

На щебеневий та азбестовий баласт укладаються головні колії, стрілочні горловини та окремі стрілочні переводи, приймально-відправні колії, по яких передбачено безупинний пропуск поїздів, шляхи на горбах гірок та гіркові стрілочні переводи, а також деякі деповські колії. Щебеневий баласт при експлуатації засмічується і вимагає періодичної очистки. Азбестовий баласт добре стабілізується при русі поїздів, зберігаючи форму баластної призми. При змочуванні дощем на поверхні цього баласту утворюється кірочка, що перешкоджає проникненню засмічувачів та сприяє стіканню води. Тому такий баласт знаходить все більш широке застосування, перш за все на ділянках, які сильно засмічуються. Гравійний та піщано-гравійний баласт використовується на малодіяльних ділянках (вантажонапруженість до 25 млн тонно-кілометрів за рік). Як баласт іноді застосовують різні місцеві матеріали, наприклад, черепашник або металургійний шлак (головним чином на під'їзних коліях заводів).

## Механізація робіт
При проведенні колійних робіт з будівництва, ремонту та поточного утримання залізничної колії застосовуються такі залізничні машини:
- щебенеочисна машина — для очищення баласту
- електробаластер — для дозування баласту
- тракторний дозувальник — для дозування баласту, планування баластної призми, а також для вирізування баластного шару
- шпалопідбивальна машина — для подачі баласту під шпали і його ущільнення
- виправлювально-підбивально-рихтувальна машина та виправлювально-підбивально-обробна машина — для ущільнення (підбиття) баласту
- баластоущільна машина — для ущільнення баласту
- баласторозподільна машина — перерозподіляє баласт, засипає порожнечі, що утворюються при переміщенні баласту, а також видаляє зайвий баласт з рейкошпальних решіток